# Une voix différente
Une voix différente. Pour une éthique du care (anglais : In a Different Voice: Psychological Theory and Women's Development) est un ouvrage de la psychologue et philosophe américaine Carol Gilligan, paru en 1982.

## Contenu
Gilligan analyse le raisonnement en morale, critique les thèses de Sigmund Freud, Jean Piaget et surtout la théorie du développement moral de Kohlberg. Elle leur reproche à tous les trois d'avoir considéré le développement de l'enfant de sexe masculin comme étant la norme du développement psychosocial, jugeant le développement féminin par rapport à cette norme comme déviant et moins avancé.
Gilligan défend une nouvelle éthique, l'éthique du care ou éthique de la sollicitude. Elle s'intéresse aux raisonnements différents selon le genre et s'appuie sur des cas de psychologie de l'enfant et de l'adolescent.
Gilligan reproche à Kohlberg de sous-évaluer « la moralité des femmes », en valorisant la notion de « justice » au détriment du « prendre soin ».
Elle critique l'interprétation que donne Kohlberg des réponses données par des enfants de 11 ans, Amy et Jake, au dilemme de Heinz. La femme de Heinz est malade, et elle va mourir si Heinz ne lui fournit pas un médicament précis. Heinz n'a pas l'argent pour l'acheter, et le pharmacien qui le possède refuse de le lui donner. La question du dilemme est : Heinz doit-il voler le médicament ? Le petit garçon Jake répond que Heinz doit voler le médicament, et il déduit mathématiquement sa conclusion de la « supériorité de la vie sur la propriété ». La petite fille Amy, de façon différente de Jake, pense en termes de « narration de rapports humains » : pour elle, le pharmacien refuse de prendre en compte les besoins d'autrui. Elle donne des réponses hésitantes, cherche plusieurs solutions. Pour Kohlberg, Amy a atteint un stade de maturité morale moins élevé que celui de Jake. Kohlberg soutient que généralement les garçons atteignent plus rapidement que les filles le troisième stade, à savoir le raisonnement en termes de règles et de justice.
Gilligan cherche à réfuter les « biais de genre » impliqués par la méthodologie d'enquête de Kohlberg, notamment dans « la constitution de l'échantillon mais aussi dans la façon de poser les questions ». Gilligan veut montrer que le raisonnement moral des femmes n'est pas abstrait, repose sur une compréhension de la situation, des particularités et des relations entre les personnes. Elle en tire la notion de care, fondée sur des « sentiments moraux » qui induisent une « responsabilité » et une activité de prise en compte des besoins d'autrui. Gilligan conteste les théories de la justice comme celles de John Rawls ou Jürgen Habermas.

## Réception
In a Different Voice est un ouvrage majeur de la deuxième vague féministe aux États-Unis. En France, son succès est plus faible, car il a été interprété comme un ouvrage essentialiste, « pouvant laisser penser que les femmes sont « par nature » destinées au care ».
L'ouvrage est traduit en français en 1986 et travaillé à partir des années 2000. Selon Clémence Ledoux, deux groupes étudient l'ouvrage et contribuent à sa « politisation » : le groupe de Sandra Laugier, Patricia Paperman et Pascale Molinier, et celui de Fabienne Brugère.

## Critique
Une autre théoricienne du care, Joan Tronto, critique la réduction du care aux femmes, qui seraient « porteuses d'un sentiment moral spécifique parce qu'elles sont femmes ». Gilligan soutiendrait une forme de féminisme essentialiste et différentialiste. Joan Tronto reproche aussi à l'ouvrage de Gilligan de ne pas prendre suffisamment en compte les données empiriques, notamment le fait que les hommes de l'échantillon étudié sont « blancs » et « socialisés ». Au contraire, les hommes afro-américains auraient eux aussi selon Tronto des raisonnements moraux similaires à ceux des femmes, ce qui atténue les différences hommes/femmes supposées. Tronto écrit son livre Moral Boundaries. A Political Argument for an Ethic of Care (Un Monde vulnérable en français) pour « dénaturaliser le care » et montrer que son éthique concerne « autant les hommes que les femmes ».
La notion de care comporte trois ambiguïtés selon Clémence Ledoux : la délimitation de ses activités, « son caractère descriptif et statique » et « son risque de moralisation ».